# Costa de Granit Rosa
La costa de granit rosa  (en bretó Aod ar vein ruz, literalment " costa de pedra vermella ") és una zona costanera del canal de la Mànega situada a Côtes-d'Armor al nord de Bretanya, a la regió històrica de Trégor prop de Lannion. És un dels molts corònims de la costa francesa : el granit aflorant té un domini marró vora el rosa, és aquesta característica física la que està a l'origen d'aquesta denominació turística.

## Geografia
Aquesta particularitat geològica s'estén sobre 10 km sobre els municipis de Perros-Guirec, Trégastel, Pleumeur-Bodou i Trébeurden (citats d'est a oest). Forma un arc començant a l'est de Ploumanac'h, Clarté (municipi de Perros-Guirec), Île Renote, Coz-Porz, Strike Blanche (municipi de Trégastel) fins a Île Milliau (comuna de Trébeurden) a l'oest, travessant el part no costanera de la comuna de Pleumeur-Bodou.
No gaire lluny del burg de La Clarté, unes pedreres de granit rosa estan encara en funcionament, on es pot veure el granit rosat original abans que sigui sotmès a la pàtina del pas del temps.
Hi ha tres costes de granit rosa al món, una a Bretanya, una a Còrsega i una a la Xina, cosa que la converteix, per tant, en una destinació de vacances força popular. Les illes que donen a la costa (arxipèlag de Sept-Îles) també estan poblades per espècies d'ocells rares i protegides, fet que fa del cantó de Perros-Guirec un lloc de vacances ecoturístics de renom nacional. La paradoxa és que només els granits han aconseguit fama. vermell que només afloren en dos llocs d'aquesta costa (Ploumanac'h i Trébeurden) al llarg dels quals els granits roses », molt més freqüents, són impotents per atreure l'atenció del profan.

## Història
El 20 d'agost de 1901, la " Sindicat artístic per a la protecció dels llocs pintorescs de Ploumanac'h » (primera llei d'associació 1901 a França), la missió de la qual és preservar les roques i el paisatge natural de qualsevol deteriorament o destrucció per la compra de terrenys sensibles. El 1926, un " òrgan d'enllaç i informació de les platges de Perros-Guirec, Trégastel i Trébeurden », titulat Pink Granite, fa referència a aquesta entitat turística el naixement de la qual data d'uns quaranta anys enrere. Aquest projecte va ser seguit l'any 1928 per la creació de l'associació per a la salvaguarda del camí litoral, l'adquisició el 1986 de 35 hectares d'espai natural per part del Conservatoire du littoral i la gestió del paratge natural de Ploumanac'h per part del municipi de Perros-Guirec. Del 2000 al 2007 es va dur a terme un important projecte de rehabilitació del recinte, que va patir un excessiu trànsit turístic. Amb 700.000 visiteurs per any, és efectivament el segon lloc natural més visitat de Bretanya després de la punta del Raz.
"És amb aquest actiu turístic, representat per les "roques de granit rosa" al que les estacions de Perros-Guirec, després Trégastel i Trébeurden han associat la seva imatge, molt més que la pràctica del bany de mar, ja que escriptors i pintors van revelar la seva originalitat. a finals del segle xix. Ara protegit, el jaciment de Ploumanac'h, adquirit pel Conservatori, és visitat anualment per uns 700.000 visitants les expectatives dels quals, clarament expressades, conviden els geomorfòlegs a oferir-los el descobriment d'una intrusió de granit que ja no es limitaria a la mera observació del els “caprices” o fins i tot les “extravagàncies” de la natura”. De fet, el nom de Costa de Granit Rosa, ara ben consolidat, és molt més un argument turístic que un rigor científic, i la vocació inicial d'aquesta geomorfosita pateix encara una valoració insuficient.

## Geologia
Aquesta roca té el seu color únic de la combinació de tres minerals diferents presents al granit: la mica, que li dona el color negre, el feldespat, que li dona el seu color rosa i el quars. Entre els tres grans cinturons granítics hercinians del massís armoricà, el cinturó nord (el " rastre moniliforme de granits vermells » segons l'expressió de Charles Barrois) s'estenia al llarg de 300 km en direcció OSO-ENE (massís de Porzpaul a l'illa d'Ouessant, Aber-lldut-Kernilis, petits punts a les zones deprimides del massís 

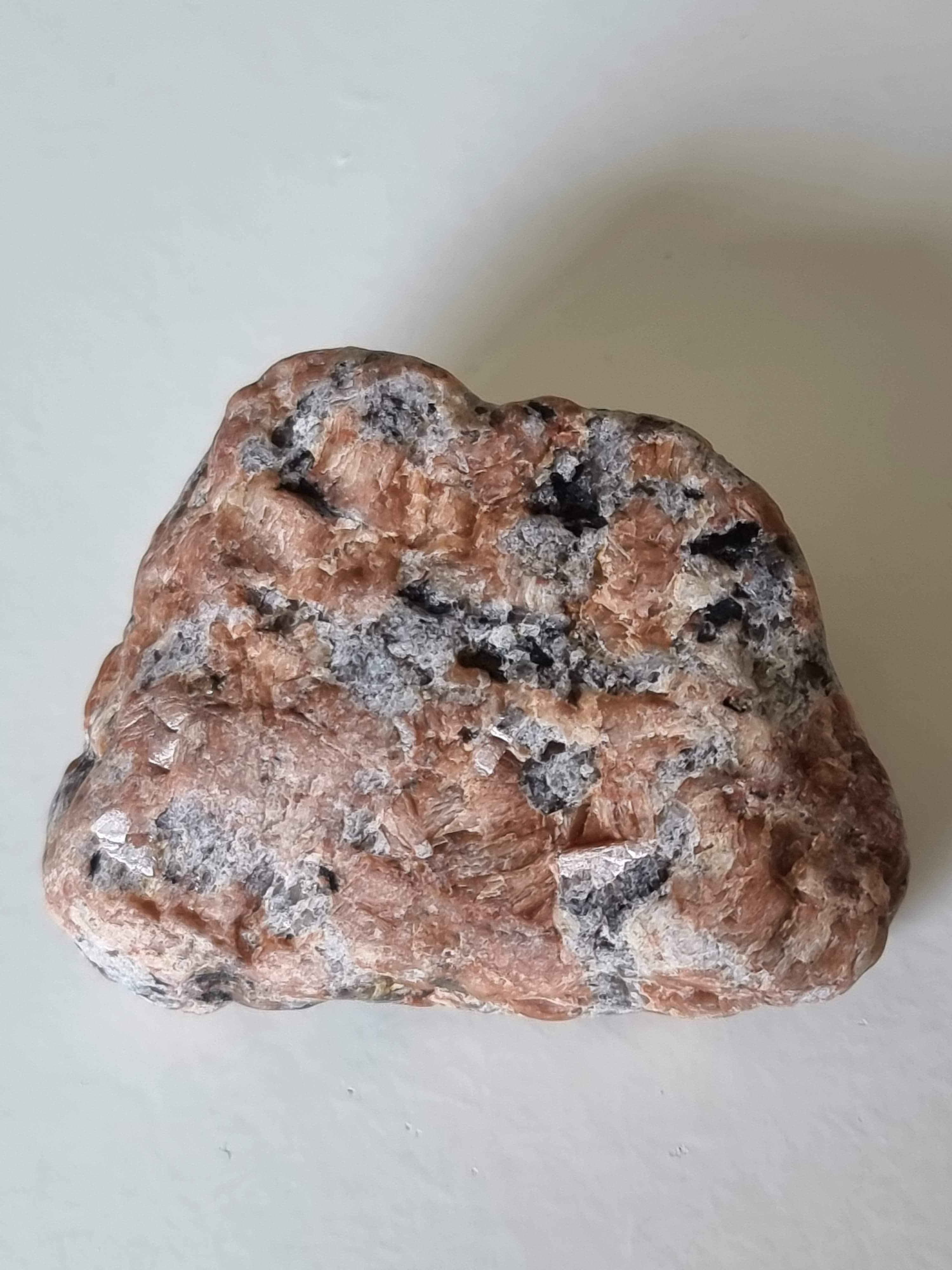
Vista de primer pla d'un fragment de leucogranit "rosa" i els seus components : Mica (negre) Feldespat (rosa) Quars (zones brillants).

leucogranític de Kernilis, massís del badia de Morlaix, massís de St Jean du Doigt, Ploumanac'h, massissos de Flamanville i Barfleur) es distingeix per diverses característiques : una alineació notable, independent de l'heterogeneïtat estructural i de l'edat de les formacions circumdants (aquesta alineació resultant de l'ascens de magmes bàsics, subratllat localment per milonites, és paral·lela als grans accidents del canal de la Mànega i s'interpreta com la reactivació tardana). - Lineament hercinià d'un lineament cadomià o establiment d'una sèrie de punts calents); la mida relativament petita dels massissos ; la presència d'estructures sub- o semi-concèntriques en determinats complexos (Porzpaul, Aber-Ildut, Ploumanac'h) ; l'emplaçament tardà al voltant dels 300 Ma durant un dels últims episodis de deformació que van afectar la serralada herciniana ; una associació freqüent amb roques bàsiques que suggereix la barreja amb magmes del mantell ; el desenvolupament de leucogranits tardans, ja sigui a la vora o a l'interior de diversos massissos ; la injecció de venes microgranítiques, posteriors als leucogranits.
A la costa de granit rosa, formacions sedimentàries i volcanosedimentàries més o menys metamòrfiques del brioverià són tallades per l'immens batòlit granític intrusiu cadomià de Bréhat-Perros-Guirec. A l'oest, el complex granític de Ploumanac'h, de dimensions modestes (el·lipse de 12 × 8 ), mostra una notable disposició de les diferents unitats litològiques en aureoles concèntriques. Constituïts per la intrusió successiva de tres cossos magmàtics, produeixen el que s'anomena " complex centrat ». Aquest massís granític és accessible en tots els seus components gràcies al tall de la riba, a la importància del litoral i al nombre d'illots granítics propers a la costa. La varietat petrogràfica i estructural (foliació, enclavaments) de les roques magmàtiques constitueix així un autèntic museu a l'aire lliure per a geòlegs aficionats i professionals.
Al massís de Ploumanac'h, a part del predominant gra gruixut de color rosa vermellós, s'hi van establir posteriorment intrusions centrípetes de gra fi. La part central del plutó està així ocupada per granits de gra fi -rosats per fora, de gris clar a blanquinós per dins- agrupats sota el nom general de " Granits de l'illa Grande ". La seva explotació es remunta al 3.000 ans aC amb la construcció de megàlits. Fins a principis del segle xx, els granits del massís de Bréhat-Perros-Guirec han estat objecte d'una explotació intensiva, lligada a la seva qualitat, a la seva abundància de juntes afavorint el debitatge i a la localització de les pedreres al costat del mar, facilitant el transport marítim. La conca granítica de La Clarté - Ploumanac'h continua explotant-la, sobretot per la seva descoberta a la pedrera de l'empresa Gad et fils.
El granit d'aquesta costa obté el seu color únic de la combinació de tres minerals diferents presents al granit : mica, que li dona el seu color negre, feldespat que li dona el seu color rosat, i quars amb el seu característic to gris translúcid. El feldespat acostuma a ser blanc, de manera que els granits són generalment més aviat grisos quan es veuen de lluny. Aquest color rosa es deu més precisament o bé a la presència d'impureses d'hematites (òxid de ferro(III) amb la fórmula Fe
2O
3) a la xarxa cristal·lina del feldespat alcalí (microclina, anortosa) que apareix al dipòsit del mantell, o bé a un fenomen d'autometasomatisme, amb circulacions de fluids rics en ferro, al final de la cristal·lització al reservori magmàtic. La tonalitat de rosa depèn del grau d'oxidació del feldespat.
Aquesta part del litoral és un aparador del patrimoni geològic pel relleu dels granits, amb roques ruïniformes de formes estranyes i el caos i tors de blocs alliberats de les arenes per l'erosió del litoral o l'excavació de rieres. Justificava així un inventari de geomorfosites que fecundava la imaginació popular pareidòlica, d'aquí els seus microtopònims locals inspirats en llegendes bretones o bíbliques (“ Corona del rei Gradlon », « bidets de la Verge "O" Petjades del diable "), elements quotidians (paleta de pintor, cap de balena, balustre, llevataps, munt de panellets, bolets, mugró...) o animals fantàstics (cap de drac, esfinx..), imaginaris molt explotats en els díptics turístics.

## Galeria d'imatges

Panorama de la Costa de Granit Rosa